# Абразивная пила

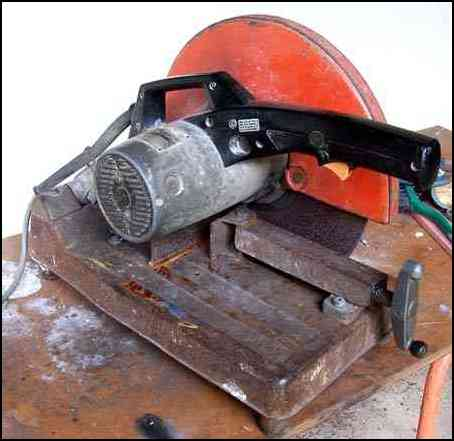
Отрезная пила по стали для использования в мастерских

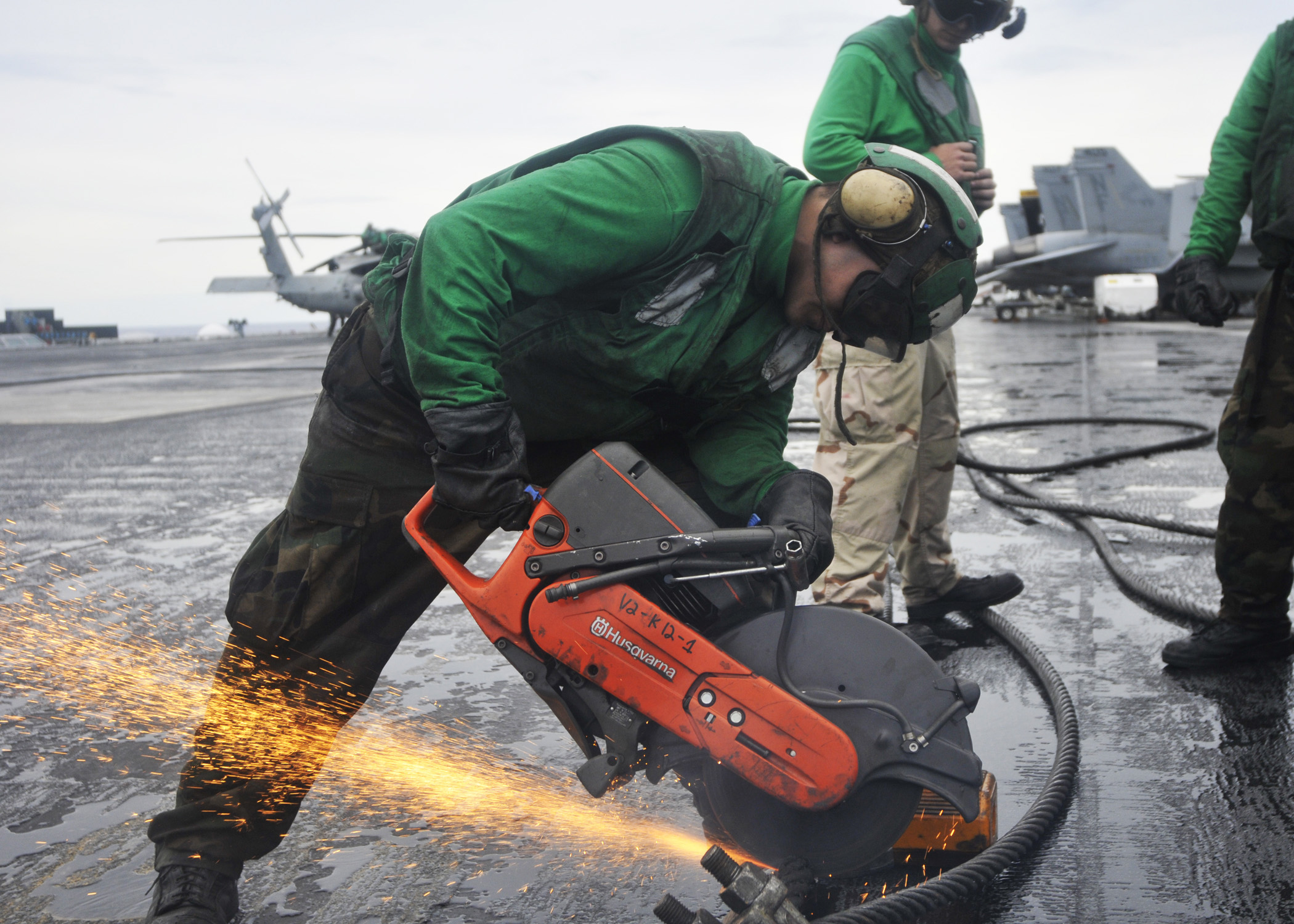
Резка тяжелого стального троса с помощью ручной абразивной пилы Husqvarna

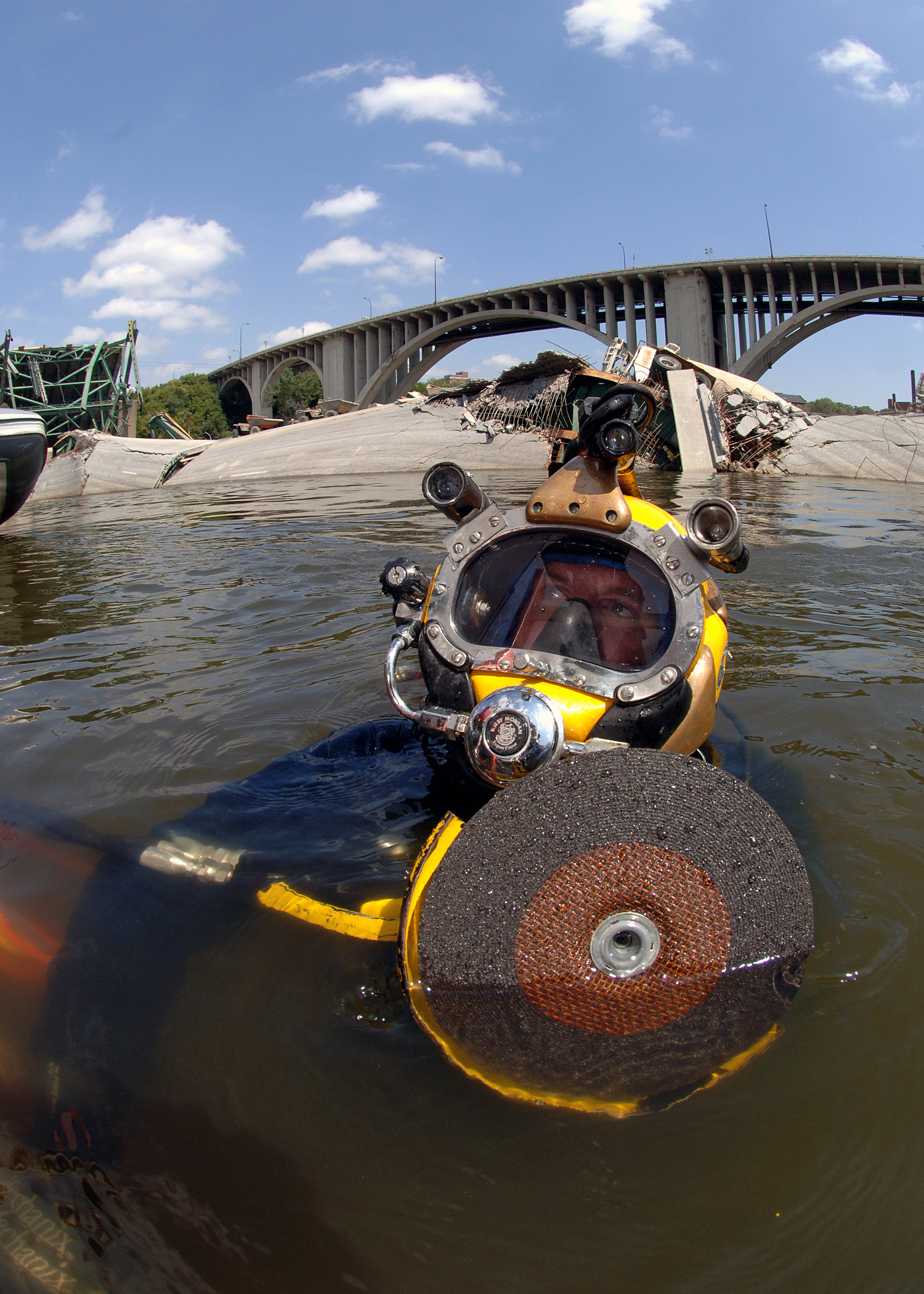
Водолаз флота США подготавливается к использованию абразивной пилы для подводного спасения

Абразивная пила (англ. abrasive saw), также известная как отрезная пила (англ. cut-off saw) — циркулярная пила (вид электрифицированного инструмента), обычно используемая для резки твердых материалов, таких как металлы, плитка и бетон. Резка выполняется с помощью абразивного диска, похожего на тонкий шлифовальный круг. С технической точки зрения это не пила, так как она не имеет острых краев (зубов) для резки.
Пилы доступны в различных конфигурациях, включая настольные, ручные, и перемещаемые позади оператора модели.
- В настольных моделях, которые наиболее часто используются для резки плитки и металла, отрезной круг и двигатель установлены на поворотном рычаге, прикрепленном к неподвижной опорной плите. Настольные пилы часто имеют электрический привод и обычно имеют встроенные тиски или другое зажимное приспособление.
- Ручные пилы обычно используются для резки бетона, асфальта и труб на строительных площадках. Ручки и двигатель на них находится около оператора, а отрезной круг на дальнем конце пилы. Ручные модели не имеют тисков, так как материалы, которые они режут больше и тяжелее.
- Модели, перемещаемые позади оператора, иногда называются напольными пилами[1]. Это более габаритные пилы, которые используют стояк или тележку для резки бетонных полов, а также асфальта и бетонных покрытий.

Абразивные пилы обычно используют композитные фрикционные диски для абразивной резки стали. Диски являются расходным материалом, так как они изнашиваются во время резки. Абразивные диски для этих пил обычно производятся диаметром 360 мм и толщиной 2.8 мм. В пилах большего габарита используются диски диаметром 410 мм. Диски производятся как для обычной стали, так и для нержавеющей стали. Абразивные пилы могут использовать суперабразивы (например, алмаз или кубический нитрид бора CBN (англ.  cubic boron nitride)), которые служат дольше чем стандартные абразивные материалы и не образуют опасных твердых частиц. Суперабразивные материалы наиболее часто используются для резки бетона, асфальта, и плитки; тем не менее, они также применимы для резки черных металлов.
С момента своего появления переносные абразивные пилы упростили многие строительные работы. Благодаря этим пилам, работа с легковесной сталью которая до этого выполнялась только в мастерских, с использованием стационарных ленточных пил или пил холодной резки, может теперь быть выполнена на месте. Абразивные пилы заменили более дорогие и опасные ацетиленовые горелки во многих областях, например, таких как резка арматуры. К тому же, эти пилы позволяют строительным работникам резать бетон, асфальт и трубы на строительных объектах более точно, чем это возможно при использовании тяжелого оборудования.

## Внешние ссылки
- Saw Blade Troubleshooting